# Боніслав (Серпецький повіт)
Боніслав (пол. Bonisław) — село в Польщі, у гміні Ґоздово Серпецького повіту Мазовецького воєводства.
Населення — 274 особи (2011).
У 1975-1998 роках село належало до Плоцького воєводства.

## Демографія
Демографічна структура станом на 31 березня 2011 року:
|          | Загалом | Допрацездатний вік | Працездатний вік | Постпрацездатний вік |
| -------- | ------- | ------------------ | ---------------- | -------------------- |
| Чоловіки | 137     | 32                 | 90               | 15                   |
| Жінки    | 137     | 28                 | 72               | 37                   |
| Разом    | 274     | 60                 | 162              | 52                   |